# 1962 na música

## Eventos
- 1 de Janeiro - The Beatles e Brian Poole and the Tremeloes apresentam em Decca Records, uma empresa que tem a opção de assinar contrato com apenas um grupo. Os Beatles são rejeitados, principalmente por virem de Liverpool e os outros são "Dagenham-based", próximo a Londres.
- 24 de Janeiro - Brian Epstein assina contrato com The Beatles.
- 24 de Janeiro - Estrela adolescente Danny Peppermint é quase morto quando ele recebe um choque elétrico do suporte do microfone no Thunderbird Hotel em Las Vegas, Nevada. Peppermint é levado às pressas ao hospital onde ele se recupera.
- 7 de Abril - Mick Jagger, Keith Richards, e Mick Taylor encontram Brian Jones no Ealing Club, um clube de blues em Londres
- 10 de Abril - Formador Beatle Stuart Sutcliffe morre de paralisia cerebral causada por uma hemorragia no cérebro em Hamburgo, Alemanha.
- 12 de Abril - Uma gravação foi feita do concerto de Bob Dylan em Town Hall, New York City por Columbia Records. Columbia eventualmente lança a gravação de "Tomorrow Is a Long Time" a partir deste concerto.
- 16 de Agosto - The Beatles demitem Pete Best, substituindo-no por Ringo Starr.
- 23 de Agosto - John Lennon casa-se com Cynthia Powell.
- 21 de novembro - A Bossa-Nova é apresentada aos americanos em show de João Gilberto, Tom Jobim e Carlos Lira em Nova York.
- Georges Auric torna-se diretor da Opéra National de Paris.
- O livro de André Hodeir, Since Debussy, faz reivindicações controversas sobre a importância de Jean Barraqué como compositor.
- Lançamento da primeira gravação dos Beatles: o single "Love Me Do"/"P.S. I Love You" em 5 de Outubro no Reino Unido.
- A Spokane Philharmonic Orquestra torna-se Spokane Symphony.
- Dalida é nomeada Cidadã Calabriana de Honra e recebe o Radio Monte Carlo Oscar com Johnny Hallyday.
- A carreira musical de The Beach Boys inicia.
- A carreira musical de Otis Redding inicia.
- A carreira musical de Wilson Pickett inicia.
- A carreira musical de Harry Nilsson inicia.
- A carreira musical de Booker T. & the MG's inicia.
- A carreira musical de Isaac Hayes inicia.
- A carreira musical de Paul & Paula inicia.

## Álbuns lançados
- South of the Border - Herb Alpert & The Tijuana Brass
- Joan Baez in Concert - Joan Baez
- Let's Face the Music - Shirley Bassey
- Surfin' Safari - The Beach Boys
- Sentimentally Yours - Patsy Cline
- Twist Up Calypso - Gary U.S. Bonds
- Green Onions - Booker T & The MG's
- Modern Sounds In Country & Western Music - Ray Charles
- By Request - Perry Como
- The Best of Irving Berlin's Songs from Mr. President - Perry Como
- Surfers' Choice - Dick Dale & His Del-Tones, primeiro LP
- Le Petit Gonzalès - Dalida
- Lovers Who Wander  - Dion DiMucci
- Bob Dylan - Bob Dylan
- Ella Swings Brightly with Nelson - Ella Fitzgerald
- Ella Swings Gently with Nelson - Ella Fitzgerald
- Rhythm Is My Business - Ella Fitzgerald
- Twist en Mexico - Bill Haley & His Comets
- Twistin' Knights at the Roundtable - Bill Haley & His Comets
- Twist Vol. 2 - Bill Haley & His Comets
- Howlin' Wolf - Howlin' Wolf
- Sincerely, Brenda Lee - Brenda Lee
- Crying - Roy Orbison
- Roy Orbison's Greatest Hits - Roy Orbison
- Only Love Can Break a Heart - Gene Pitney
- Point of No Return - Frank Sinatra
- All Alone - Frank Sinatra
- Sinatra and Strings - Frank Sinatra
- Sinatra and Swingin’ Brass - Frank Sinatra
- Sinatra Sings of Love and Things - Frank Sinatra
- Meet The Supremes - The Supremes

## Os maiores sucessos
- "A Forever Kind Of Love" - Bobby Vee
- "Can't Help Falling In Love/Rock-a-Hula Baby" - Elvis Presley
- "Dance On" - The Shadows
- "Dance With The Guitar Man" - Duane Eddy
- "Dancin' Party" - Chubby Checker
- "Deep In The Heart Of Texas" - Duane Eddy
- "Desafinado" - Ella Fitzgerald
- "Devil Woman" - Marty Robbins
- "Dream Baby" - Roy Orbison
- "She's Got You" - Patsy Cline
- "Far Away" - Shirley Bassey
- "Good Luck Charm" - Elvis Presley
- "He's A Rebel" - The Crystals
- "Hey Baby" - Bruce Channel
- "I Can't Stop Loving You" - Ray Charles
- "It Might As Well Rain Until September" - Carole King
- "So Wrong" - Patsy Cline
- "It Started All Over Again" - Brenda Lee
- "Limbo Rock" - Chubby Checker
- "The Loco-Motion" - Little Eva
- "Lonely" - Acker Bilk
- "Love Me Do" - The Beatles
- "The Main Attraction" - Pat Boone
- "Never Goodbye" - Karl Denver
- "Peppermint Twist" - Joey Dee and the Starliters
- "Pianissimo" - Ken Dodd
- "Ramblin' Rose" - Nat King Cole
- "Return To Sender" - Elvis Presley
- "Soldier Boy" - The Shirelles
- "Tell Me What He Said" - Helen Shapiro
- "Tonight" - Shirley Bassey
- "Twistin' The Night Away" - Sam Cooke
- "V-A-C-A-T-I-O-N" - Connie Francis
- "Walk Away" - Shane Fenton and the Fentones
- "The Wanderer" - Dion
- "Wimoweh" - Karl Denver
- "Wonderful Land" - The Shadows
- "Your Cheatin' Heart" - Ray Charles

Ver também: Hot 100 No. 1 Hits of 1962 (USA)

## Músicas populares publicadas
- "Ahab The Arab" letras e música - Ray Stevens
- "Blowin' In The Wind" letras e música - Bob Dylan
- "Bossa Nova Baby" letras e música - Jerry Leiber & Mike Stoller
- "The Boys' Night Out" letras - Sammy Cahn música - Jimmy Van Heusen do filme Boys' Night Out
- "Breaking Up Is Hard To Do" letras e música - Neil Sedaka & Howard Greenfield
- "Call Me Irresponsible" letras - Sammy Cahn música - Jimmy Van Heusen do filme Papa's Delicate Condition
- "Can't Get Used To Losing You" letras e música - Doc Pomus & Mort Shuman
- "Can't Help Falling In Love" letras e música - Luigi Creatore, Hugo Peretti & George David Weiss
- "Comedy Tonight" letras e música - Stephen Sondheim
- "Danke Schoen" letras - Milton Gabler & Kurt Schwabach música - Bert Kaempfert
- "Days of Wine and Roses" letras - Johnny Mercer música - Henry Mancini do filme Days of Wine and Roses
- "Desafinado" letras - Newton Mendonça música - Antônio Carlos Jobim
- "Devil Woman" letras e música - Marty Robbins
- "Don't Make Me Over" letras - Hal David música - Burt Bacharach
- "Dream Baby" letras e música - Cindy Walker
- "Everybody Ought To Have A Maid" letras e música - Stephen Sondheim
- "The First Time Ever I Saw Your Face" letras e música - Ewan MacColl
- "Free" letras e música - Stephen Sondheim
- "Go Away, Little Girl" letras e música - Gerry Goffin & Carole King
- "Gonna Build A Mountain" letras e música - Leslie Bricusse & Anthony Newley do musical Stop The World - I Want To Get Off
- "Have A Dream" letras -Lee Adams música - Charles Strouse
- "He's A Rebel" letras e música - Gene Pitney
- "Her Royal Majesty" letras e música - Gerry Goffin & Carole King
- "I Just Don't Know What To Do With Myself" letras - Hal David música - Burt Bacharach
- "I'm Calm" letras e música - Stephen Sondheim
- "I'm Not The Marrying Kind" letras - Mack David música - Sherman Edwards
- "I've Got Your Number" letras - Carolyn Leigh música - Cy Coleman
- "Impossible" letras e música - Stephen Sondheim
- "It's The Only Way To Travel" letras - Sammy Cahn música - Jimmy Van Heusen. Introduzido por Bing Crosby e Bob Hope no filme The Road To Hong Kong
- "Johnny Get Angry" letras - Mack David música - Sherman Edwards
- Let's Not Be Sensible letras - Sammy Cahn música - Jimmy Van Heusen. Introduzido por Bing Crosby e Dorothy Lamour no filme The Road To Hong Kong
- "Love I Hear" letras e música - Stephen Sondheim
- "Lovely" letras e música - Stephen Sondheim
- "Make It Easy On Yourself" letras - Hal David música - Burt Bacharach
- "The Man Who Shot Liberty Valance" letras - Hal David música - Burt Bacharach
- "More" letras - Marcello Ciorciolini & Norman Newell música - Nino Oliviero & Riz Ortolani do filme Mondo Cane
- "Old Rivers" letras e música - Cliff Crofford
- "On The Other Side Of The Tracks" letras - Carolyn Leigh música - Cy Coleman do musical Little Me
- "Once In A Lifetime" letras e música - Leslie Bricusse & Anthony Newley do musical Stop The World - I Want To Get Off
- "One Note Samba" letras - Jon Hendricks & Newton Mendonca música - Antonio Carlos Jobim
- "Only Love Can Break A Heart" letras - Hal David música - Burt Bacharach
- "Pretty Little Picture" letras e música - Stephen Sondheim
- "When, When, When" letras - Pat Boone & Alberto Testa música - Elio Cesari
- "Ramblin' Rose" letras e música - Noel Sherman & Joe Sherman
- "Real Live Girl" letras - Carolyn Leigh música - Cy Coleman. Introduzido por Sid Caesar in the musical Little Me.
- "The Road To Hong Kong" letras - Sammy Cahn música - Jimmy Van Heusen do filme The Road To Hong Kong
- "The Stripper" música - David Rose
- "The Sweetest Sounds" letras e música - Richard Rodgers do musical No Strings
- "A Swingin' Safari" música - Bert Kaempfert
- "Teamwork" letras - Sammy Cahn música - Jimmy Van Heusen. Introduzido por Bing Crosby, Bob Hope e Joan Collins no filme The Road To Hong Kong
- "Those Lazy, Hazy, Crazy Days Of Summer" letras - Charles Tobias música - Hans Carste
- "Vacation" letras e música - Connie Francis, Hank Hunter & Gary Weston
- "A Walk In The Black Forest" música - Horst Jankowski
- "A Walk On The Wild Side" letras - Mack David música - Elmer Bernstein do filme A Walk On The Wild Side
- "Warmer Than a Whisper" letras - Sammy Cahn música - Jimmy Van Heusen. Introduzido por Dorothy Lamour no filme The Road To Hong Kong
- "What Kind Of Fool Am I?" letras e música - Leslie Bricusse & Anthony Newley. Introduzido por Anthony Newley in the musical Stop The World - I Want To Get Off
- "What Now, My Love?" letras - Pierre Delanoe & Carl Sigman música - Gilbert Bécaud
- "Wolverton Mountain" letras e música - Merle Kilgore & Claude King

## Música erudita
- George Barati - Chamber Concerto
- Morley Calvert - Suite do Montenegrian Hills
- George Crumb - Five Pieces para piano
- Mario Davidovsky - Estudo Eletrônico No. 2
- Mario Davidovsky - Sincronismos No. 1 para flauta e som eletrônico
- Mario Davidovsky - Trio para Clarineta, Trompete, e Viola
- Ding Shande - Long March Symphony
- Francis Jackson - Entrada para Órgão, Op 84 no 6
- Krzysztof Penderecki - Stabat Mater
- Francis Poulenc - Sonata para Oboe
- Dmitri Shostakovich - Simfonia No. 13 em Si bemol menor, Op. 113 "Babi-Yar"
- Ezra Sims - Third Quartet
- La Monte Young - The Second Dream of the High-Tension Line Stepdown Transformer

## Ópera
- Mario Castelnuovo-Tedesco - The Importance of Being Earnest
- Carlisle Floyd - The Passion of Jonathan Wade
- Michael Tippett - King Priam

## Teatro Musical
- All-American Produção da Broadway
- Blitz! (Lionel Bart) - Produção de Londres
- A Funny Thing Happened on the Way to the Forum (Stephen Sondheim) - Produção da Broadway
- Gentlemen Prefer Blondes Produção de Londres
- The Golden Apple Revival da Broadway
- I Can Get It for You Wholesale Produção da Broadway
- Little Mary Sunshine Produção de Londres
- Little Me Produção da Broadway
- No Strings Broadway produção que estreou na 54th Street Theatre em 15 de Março e teve 580 performances
- Stop the World - I Want to Get Off (Anthony Newley e Leslie Bricusse) - Produção da Broadway

## Filmes musicais
- Billy Rose's Jumbo lançado em 6 de Dezembro, estrelando Doris Day, Jimmy Durante, Stephen Boyd e Martha Raye.
- Blue Hawaii
- The Road To Hong Kong
- State Fair

## Nascimentos
- 4 de janeiro - Peter Steele, ex-vocalista do Type O Negative
- 16 de Janeiro - Paul Webb, Talk Talk
- 23 de janeiro - Nasi, ex-vocalista do Ira!
- 25 de janeiro - Carlinhos Félix, ex-vocalista do Rebanhão
- 27 de janeiro - Juçara Marçal, cantora
- 1 de Fevereiro - Tomoyasu Hotei, guitarrista japonês (Boøwy)
- 5 de Fevereiro - Edgard Scandurra, ex-guitarrista do Ira!
- 6 de Fevereiro - Axl Rose, Guns N' Roses
- 7 de Fevereiro
  - David Bryan, tecladista da banda Bon Jovi
  - Garth Brooks, cantor country
- 10 de Fevereiro - Cliff Burton, baixista estadunidense. (m. 1986).
- 11 de Fevereiro - Sheryl Crow, cantora americana
- 2 de Março - Jon Bon Jovi, cantor líder da banda Bon Jovi
- 16 de Março - Branco Mello, cantor, ator e escritor brasileiro.
- 3 de Abril - Mike Ness, Social Distortion
- 8 de Abril - Izzy Stradlin do Guns N' Roses
- 13 de Abril - Hillel Slovak, ex-guitarrista da banda Red Hot Chili Peppers. (m. 1988).
- 19 de Abril - Juan Calleros, baixista e fundador do conjunto Maná.
- 9 de Maio - David Gahan, Depeche Mode
- 21 de Maio - Roberto Frejat, cantor e compositor brasileiro.
- 8 de Junho - Nick Rhodes, Duran Duran
- 10 de Junho - Gina Gershon, atriz e cantora norte-americana.
- 16 de junho - Anthony Wong Yiu-ming, cantor, compositor, ator, produtor musical e ativista político honconguês.
- 19 de Junho - Paula Abdul, cantora, dançarina e coreógrafa norte-americana.
- 21 de junho - Viktor Tsoi, guitarrista e vocalista da banda Kino (banda russa) (m. 1990).
- 7 de Julho - Mark White, Spin Doctors
- 15 de Julho - Redson Pozzi, Guitarrista, vocalista e fundador da  Banda Cólera e ex integrante do Olho Seco. (m. 2011).
- 18 de Julho - Jack Irons baterista estadunidense
- 21 de Julho - Lee Aaron
- 22 de Julho - Steve Albini, guitarrista
- 17 de Agosto - Zezé di Camargo, cantor brasileiro da dupla sertaneja Zezé di Camargo & Luciano.
- 23 de Agosto - Paula Toller, cantora brasileira.
- 25 de Agosto - Vivian Campbell, Def Leppard
- 12 de Setembro - Dino Merlin, músico bósnio
- 23 de Setembro - Paulo Ricardo Oliveira Nery de Medeiros, músico brasileiro.
- 3 de outubro - Tommy Lee, baterista norte-americano.
- 4 de Outubro - Jon Secada, cantor cubano, naturalizado norte-americano.
- 13 de outubro - Margareth Menezes, cantora brasileira.
- 16 de Outubro - Dmitri Hvorostovsky, barítono
- 16 de Outubro - Flea, (Michael Balzary), baixista australiano, da banda Red Hot Chili Peppers.
- 1 de Novembro - Anthony Kiedis, cantor líder do Red Hot Chili Peppers
- 18 de Novembro - Kirk Hammett, guitarrista líder do Metallica
- 21 de Novembro - Steven Curtis Chapman
- 27 de Novembro - Charlie Benante, Anthrax
- 28 de Novembro - Matt Cameron, Soundgarden, Pearl Jam
- 10 de Dezembro - Cássia Eller, cantora brasileira (m. 2001).
- 1 de novembro - Magne Furuholmen, tecladista do A-ha

## Mortes
- 5 de Fevereiro - Jacques Ibert, compositor
- 17 de Fevereiro - Bruno Walter, condutor
- 10 de Abril - Stuart Sutcliffe, ex-membro do The Beatles (acidente vascular cerebral).
- 15 de Junho - Alfred Cortot, pianista e condutor
- 6 de Setembro - Hanns Eisler, compositora
- 7 de Dezembro - Kirsten Flagstad

## Premiações

### GrammyAwards
- Grammy Awards 1962

### Festival Eurovisão da Canção
- Festival Eurovisão da Canção (1962)

## Tabelas externas
- Pop Culture Madness 1962 Pop Music Chart